# Jindřich VI. Lucemburský
Jindřich VI. Lucemburský (1252 – 5. června 1288) byl lucemburský hrabě s pověstí udatného válečníka a neohroženého milovníka turnajů.

## Život

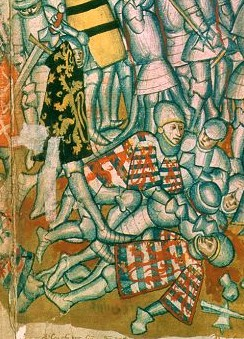
Bitva u Worringenu (klečící Jindřich VI. se sklání nad bratrovým tělem a za ním Jan I. Brabantský s mečem)

Narodil se jako syn Jindřicha V. a Markéty, dcery hraběte Jindřicha z Baru. Ještě za otcova života byl oženěn s Beatrix z Avesnes, dcerou Balduina z Avesnes.
| „                     | Byl v německých krajinách v hrabství Lucemburském hrabě přemocný a statečný jménem Jindřich, který si vzal manželským svazkem ženu rodem urozenou a neméně vzácných mravů, pocházející z přeslavného rodu hrabat hennegavských, nazvanou vlastním jménem Beatrix, a ti žili spolu jako manželé přemnoho dní... | “ |
| — Zbraslavská kronika | |   |

Tento manželský svazek uzavřený před květnem 1266 byl pro Jindřichova otce náhradou za rezignaci na získání namurského hrabství ve prospěch flanderského hraběte. Když Jindřich V. na Vánoce roku 1281 zemřel, Jindřich VI. po něm zdědil lucemburské hrabství. Téhož roku vymřel po meči rod limburských a o uvolněné hrabství se přihlásilo velké množství zájemců, včetně samotného Jindřicha. Spor vygradoval roku 1288, kdy se 5. června odehrála bitva u Worringenu, kde Jindřich společně se svými bratry Walramem a Balduinem zahynul. Prohrou této bitvy Lucemburkové ztratili Limbursko.

## Potomci
1. manželství ∞ 1260/1261 Beatrix z Avesnes (†1321)
- Jindřich VII. Lucemburský (1278/79–1313) – římský císař a lucemburský hrabě ∞ 1292 Markéta Brabantská
- Balduin Lucemburský (1285–1354) – trevírský arcibiskup
- Markéta Lucemburská (†1337) – převorka dominikánského kláštera Marienthal
- Felicitas Lucemburská (†1336) ⚭ 1298 Jan z Lovenu
- Walram Lucemburský (1280?−1311)